# Процессы Дахау

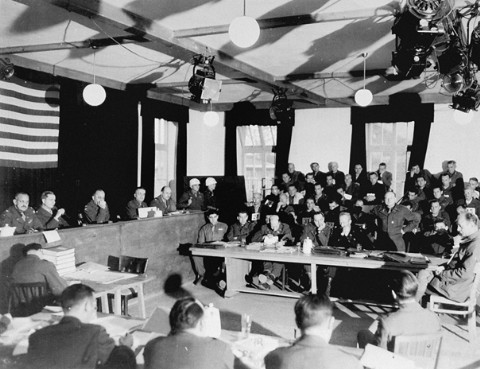
Штурмбаннфюрер СС Фридрих Ветцель, отвечавший за распределение продовольствия и одежды в концлагере Дахау, даёт показания.

Процессы Дахау (англ. Dachau trials) — серия судебных процессов, прошедших в 1945–1948 годах на территории Германии и Австрии. Подсудимыми стали сотрудники концлагерей Дахау, Маутхаузен, Флоссенбюрг и Бухенвальд, арестованные в американской оккупационной зоне, и лица, обвиняемые в совершении военных преступлений в отношении граждан США и военнослужащих армии США. Процессы проходили в стенах бывшего концентрационного лагеря Дахау под юрисдикцией Военно-юридической службы армии США.
Главным обвинителем был 32-летний военный прокурор Уильям Денсон.

## Концентрационный лагерь Дахау
Основанный в 1933 году, Дахау стал одним из первых концентрационных лагерей на территории Германии. Во время Второй мировой войны над заключёнными лагеря проводились медицинские эксперименты.

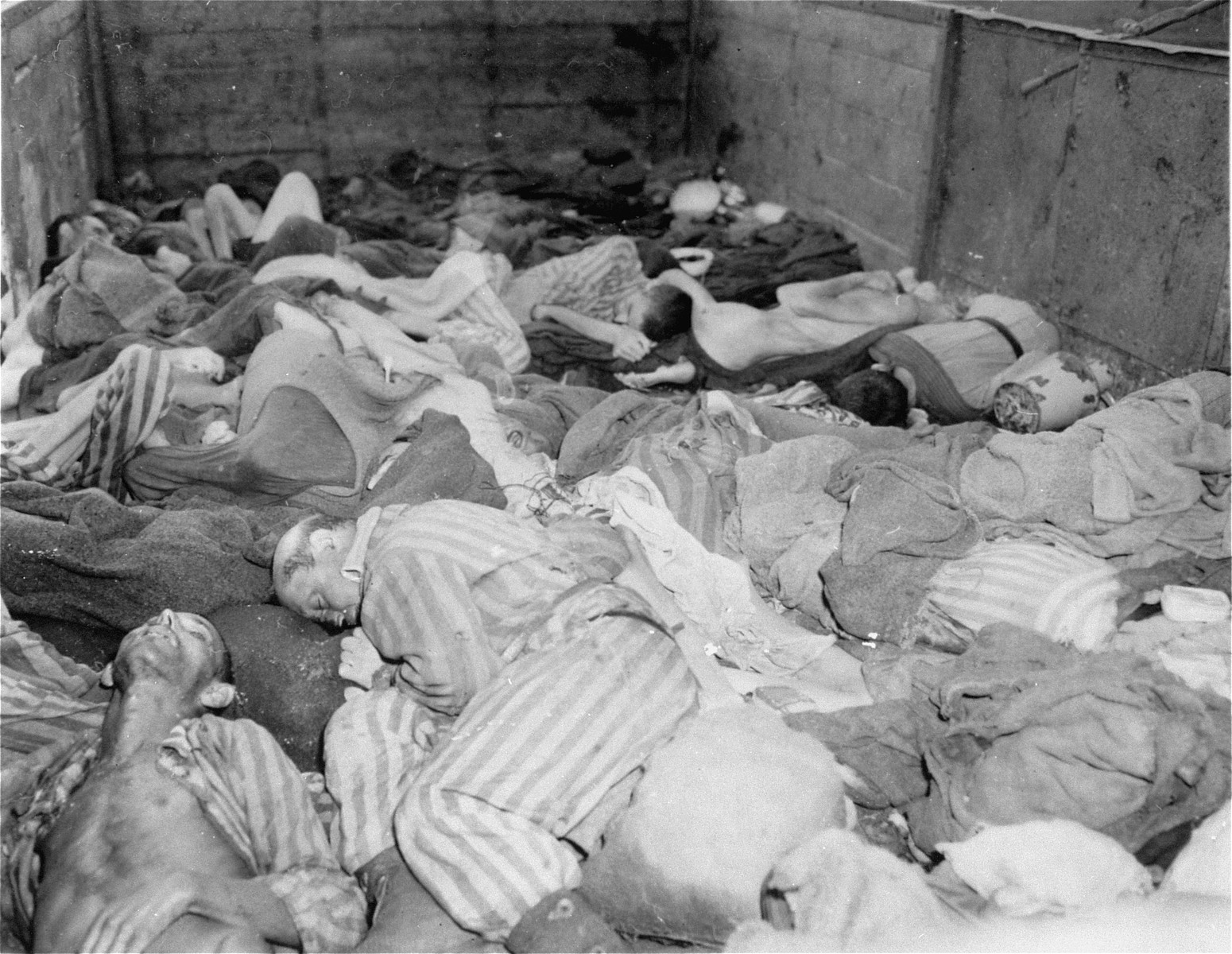
Трупы заключённых концлагеря Дахау в вагоне.

Уцелевшие заключённые концлагеря были освобождены 29 апреля 1945 года 42-й пехотной дивизией армии США. Бригадный генерал Хеннинг Линден сообщал в официальном докладе об обнаружении следов массового убийства заключённых, произведённого незадолго до прихода американских войск:

Вдоль железной дороги, проходящей по северному краю лагеря, я обнаружил состав из
30–50 вагонов. В каждом из них – и пассажирских, и товарных, и на открытых платформах –
были свалены мёртвые заключенные, по 20–30 тел в вагоне. Некоторые валялись на земле
возле поезда. Насколько я понял, большинство умерло от побоев, голода или пуль, или от
всего сразу.
Оригинальный текст (англ.)Along the railroad running along the edge of the Camp, I found a train of some
  30–50 cars, some passenger, some flatcars, some boxcars all littered with dead prisoners
  — 20–30 to a car. Some bodies were on the ground alongside the train, itself. As far as I
  could see, most showed signs of beatings, starvation, shooting, or all three.

Виновным в этом впоследствии был признан оберштурмфюрер СС Ганс Мербах, руководивший «экспрессом смерти» с заключенными из Веймара в Дахау. При освобождении лагеря произошла серия инцидентов, известных как «бойня в Дахау»: после сдачи лагеря американскими солдатами было расстреляно несколько десятков немецких солдат (служащих дисциплинарной части СС), ещё несколько охранников и капо были убиты заключёнными.

## Процессы
Уильям Денсон (1913–1998) закончил Военную академию США, затем юридический факультет Гарвардского университета, затем вернулся в академию в качестве преподавателя. В начале 1945 года Денсон был призван на военно-юридическую службу и отправился в Германию, где получил пост главного военного прокурора в Европе. Первоначально он отнёсся к рассказам о бесчеловечных условиях содержания заключённых в концлагерях с недоверием, как к преувеличениям бывших узников, которыми двигало желание отомстить. Но после изучения показаний многочисленных свидетелей Денсон изменил своё мнение.
Совет защиты возглавлял лейтенант-полковник Дуглас Бейтс-младший, офицер-артиллерист и военный юрист из Сентервилла (штат Теннесси).
В отличие от Нюрнбергского процесса, в ходе которого была осуждена верхушка политического и военного руководства гитлеровской Германии и проводившегося под юрисдикцией четырёх стран-победительниц, процессы в Дахау проходили под юрисдикцией США. Процессы проходили на территории концентрационного лагеря Дахау с ноября 1945 по август 1948. За три года военными трибуналами в ходе 489 судебных заседаний были рассмотрены дела 1672 лиц, подозреваемых в совершении военных преступлений. Признаны виновными были 1416 человек, из которых 297 получили смертный приговор и 279 приговорены к пожизненному тюремному заключению. Все приговорённые направлялись в Ландсбергскую тюрьму для отбытия тюремного срока или приведения в исполнение смертного приговора.
В ходе двух процессов, широко освещавшихся в прессе, изучались действия немецких военнослужащих во время немецкого наступления в Арденнах в конце 1944 года. В ходе процесса по делу бойни у Мальмеди 73 военнослужащих Waffen-SS были признаны виновными в расстреле 84 американских военнопленных. На другом процессе были оправданы Отто Скорцени и девять офицеров 150-й танковой бригады СС, обвинённые в нарушении Гаагской конвенции 1907 года в ходе операции «Гриф».

### Список лагерных процессов
Процессы концлагеря Дахау. В ходе основного военного суда 13 декабря 1945 года было осуждено 40 служащих концлагеря, 36 из которых получили смертные приговоры. 8 из осужденных смертная казнь была заменена тюремными сроками. 28 приговорённых были повешены 28 и 29 мая 1946 года, в том числе комендант Мартин Готтфрид Вейсс (Вайс), шутцхафтлагерфюреры Дахау Фридрих Рупперт, Михаэль Редвитц и Йозеф Яролин, коменданты и лагерфюреры  суб-лагерей Дахау Вальтер Ланглейст, Отто Фёршнер, Арно Липпман, Винценц Шёттль,  Виктор Кирш, Отто Молль, раппортфюреры Вильгельм Вагнер, Йозеф Зеусс (Зойсс) и Франц Тренкле, лагерные врачи профессор Клаус Шиллинг и д-р Фриц Хинтермайер, шеф крематория Валентин Нидермейер. Дела остальных групп членов администрации и персонала Дахау рассматривались в ходе последующих процессов, проведённых военными судами США общей юрисдикции. К 21 ноября 1946 года 116 человек из числа обвиняемых были приговорены к различным тюремным срокам.
- Процессы по делу служащих концлагерей Маутхаузен-Гузен[англ.] В марте—апреле 1946 военным судом США в Дахау рассматривались дела 61 служащего персонала и администрации лагеря Маутхаузен, 59 из которых получили смертные приговоры 11 мая 1946 года (спустя год, 27—28 мая 1947 г.,  было повешено 49; 10 осужденным ВМН заменили пожизненным тюремным заключением). В числе казнённых был шутцхафтлагерфюрер Маутхаузена Йоганн Альтфульдиш, адъютанты коменданта Маутхаузена Адольф Цуттер и Виктор Цоллер, лагерфюрер суб-лагерей Маутхаузена Юлиус Лудольф, командир караульной роты лагеря Август Блей, начальник лагерных каменоломен Йоганнес Гримм,  лагерные медики Маутхаузена Эдуард Кребсбах, Фридрих Энтресс, Вальдемар Вольтер, Эрих Васицкий, Вильгельм Хенкель, Вилли Йобст, начальник административного отдела лагеря Генрих Эйзенхёфер.
- Процесс концлагеря Флоссенбюрг. Процесс над сотрудниками администрации и охраны лагеря проходил с 12 июня 1946 по 19 января 1947 года. Из 52 человек 15 были приговорены к смертной казни, 25 — к различным срокам заключения (в октябре 1947 года было повешено 9, остальным казнь была заменена тюремными сроками). Среди казненных — начальник политического отделения комендатуры лагеря(лагерное гестапо) Конрад Бломберг, командир караульной роты Флоссенбюрга Бруно Скирка, лагерфюреры суб-лагерей Ф. Альберт Роллер и Людвиг Шварц.
- Бухенвальдский процесс. Проходил с апреля по август 1947 года. Осужден 31 человек, из которых 22 приговорены к смертной казни, девять — к тюремному заключению (спустя год было повешено 11 из 22 осужденных к ВМН; остальным смертные приговоры были заменены тюремным заключением). Среди повешенных — шутцхафтлагерфюреры Бухенвальда  Макс Шоберт и Ганс Мербах, адъютант коменданта лагеря Ганс Шмидт, шефы крематория лагеря Герман Хельбиг и Эмиль Плейсснер, комендант суб-лагеря Бухенвальда Герман Гроссман.
- Процесс концлагеря Мюльдорф[англ.]. Пять человек из числа лагерного персонала приговорены к смертной казни 13 мая 1947 года, семь — к тюремному заключению.
- Процесс концлагеря Дора[англ.]. Проходил с 7 августа по 30 декабря 1947 года. Осуждено 15 сотрудников администрации и охраны, один смертный приговор (в отношении Ганса Мёзера).

## Смертные приговоры

#### Осуждение за убийства и самосуды  военнопленных пилотов и военнослужащих Армии США и союзных войск
Фридрих Гильдебрандт. Гауляйтер, имперский наместник и имперский комиссар обороны Мекленбурга-Шверина и Любека, обергруппенфюрер СС, депутат Рейхстага (1930 — 1945). Приговорен к смертной казни военным судом США 31 марта 1947 г. за приказы об убийствах военнопленных пилотов Армии США. Приговор приведен в исполнение 5 ноября 1948 года в Ландсбергской тюрьме.
Фриц Дитрих. Оберштурмбаннфюрер СС, полицей-президент Саарбрюккена. Осужден к смертной казни военным судом Армии США 15 июля 1947 года за приказ об убийстве 7 пленных пилотов авиации союзных войск. Повешен 22 октября 1948 года  в Ландсбергской тюрьме.
- Рихард Драуц[англ.]. Партийный деятель НСДАП, крайсляйтер Хайльбронна, штурмбаннфюрер СА, депутат Рейхстага (1933 — 1945). Приговорён к смертной казни военным судом Армии США 11 декабря 1945 года за роль в подготовке массового расстрела военнопленных 24 марта 1945 года. Приговор приведён в исполнение 4 декабря 1946 года в Ландсбергской тюрьме.
- Иоахим Пайпер (Пейпер). Штандартенфюрер СС, командовал одним из подразделений 1-й танковой дивизии СС «Лейбштандарт СС Адольф Гитлер». Был обвинён в расстреле 84 пленных американских солдат 17 декабря 1944 года во время наступления в Арденнах. 16 июля 1946 года военным судом Армии США осужден к смертной казни, которая в дальнейшем была заменена на пожизненное тюремное заключение. Расследование, проведённое Комитетом Сената США по вооружённым силам выявило ряд допущенных в ходе следствия нарушений, и в декабре 1956 года Пайпер вышел на свободу. Убит при невыясненных обстоятельствах, проживая во Франции.
- Ганс Труммлер.  Оберфюрер СС, полковник полиции, инспектор полиции безопасности и СД в Висбадене и командующий полицией безопасности и СД в Меце. Осужден военным судом Армии США 21 марта 1947 года к ВМН за приказ об убийстве военнопленных Армии США лейтенанта У. Формана, Р. Макдональда и Р. Германа (в числе 13 осужденных). Приговор приведен в исполнение 22 октября 1948 г. в Ландсбергской тюрьме.
- Юрген Штрооп. Группенфюрер СС и генерал-лейтенант полиции, высший руководитель СС и полиции дистрикта «Варшава», затем высший руководитель СС и полиции в р-не Рейн-Вестмарк. Приговорён к смертной казни военным судом Армии США 21 марта 1947 года за приказ о  расстреле девятерых пленных американских парашютистов, затем экстрадирован в Польшу, где предстал перед судом за участие в подавлении восстания в Варшавском гетто. 23 июля 1951 года получил повторный смертный приговор, который был приведён в исполнение 6 марта 1952 года в варшавской тюрьме Моко́тув.

##### Осуждение за деятельность в нацистских концлагерях
Йоганн Альтфульдиш. Оберштурмфюрер СС, шутцхафтлагерфюрер лагеря Маутхаузена. Несет полную меру ответственности за происходившее в лагере в 1941 —1944 годы. Осужден 13 мая 1946 года военным судом Армии США к смертной казни по делу администрации и персонала лагеря Маутхаузен. Приговор приведен в исполнение 28 мая 1947 года в Ландсбергской тюрьме. 
- Мартин Готтфрид Вайс (Вейсс). Оберштурмбаннфюрер СС. Дважды занимал должность коменданта основного лагеря Дахау (1942 — 1943 и апрель 1945). Также командовал вспомогательным лагерем Мюльдорф. В 1943 — 1944 гг. комендант лагеря уничтожения Майданек. Приговорён к смертной казни военным судом Армии США 13 декабря 1945 года за преступления против человечности, в том числе создание и эксплуатацию газовых камер и проведение экспериментов над заключёнными. Приговор приведён в исполнение 29 мая 1946 года в Ландсбергской тюрьме.
- Эрих Васицкий. Гауптштурмфюрер CC, доктор медицины, офицер медицинской службы в системе концлагерей Маутхаузен (1940-1945). Контролировал создание и эксплуатацию газовых камер в основном лагере Маутхаузен и Хартгейме. Приговорён к смертной казни военным судом Армии США 13 мая 1946 года по делу Й. Альтфульдиша и др. Повешен 28 мая 1947 года в Ландсбергской тюрьме.
- Вальдемар Вольтер. Штурмбаннфюрер СС, доктор медицины. Лагерный медик Бухенвальда, Хинцерта, Герцогенбуша, Заксенхаузена, Дахау, Маутхаузена. Осужден к смертной казни военным судом Армии США 13 мая 1946 года по делу Й. Альтфульдиша и др. за проведение ряда преступных медицинских экспериментов над з/к лагерей. Повешен 28 мая 1947 года в Ландсбергской тюрьме.
- Эдуард Кребсбах. Штурмбаннфюрер СС, доктор медицины, начальник медицинской службы лагеря Маутхаузен (1941 — 1943). Осуждён 13 мая 1946 года военным судом Армии США по делу Й. Альтфульдиша и др. за убийство сотен больных и истощённых заключённых путём введения инъекции бензола. Казнён 28 мая 1947 года в Ландсбергской тюрьме.
- Юлиус Лудольф. Оберштурмфюрер СС, служил в системе лагерей Маутхаузена (1940 — 1945). Комендант вспомогательных лагерей Лойбль, Гросс-Раминг и Мельк. Приговорён к смертной казни военным судом Армии США по делу Й. Альтфульдиша и др. 13 мая 1946 года.  Повешен в Ландсбергской тюрьме 28 мая 1947 года.
- Ганс Мербах. Оберштурмфюрер СС, ответственный сотрудник к/ц лагеря уничтожения Освенцим, с 2 февраля 1945 года 2-й шутцхафтлагерфюрер лагеря Бухенвальд. Ответственнен за отправку поезда с заключенными Бухенвальда в Дахау, в ходе транспортировки которых большинство из них погибло и было убито охраной СС. Осужден к смертной казни военным судом Армии США по делу Г. Пистера и др. 14 августа 1947 года. Повешен 14 января 1949 года в Ландсбергской тюрьме.
- Ганс Мёзер. Оберштурмфюрер СС, руководил лагерем для лиц, содержавшихся под «защитным арестом» в Дора-Миттельбау (1940 — 1945). Приговорён к смертной казни военным судом Армии США 30 декабря 1947 года за соучастие в убийствах заключённых. Приговор приведён в исполнение 26 ноября 1948 года в Ландсбергской тюрьме. Единственный из 19 подсудимых Процесс по делу персонала концлагеря Дора[англ.], получивший смертный приговор.
- Отто Молль. Гауптшарфюрер СС, сотрудник персонала лагеря уничтожения Освенцим-Бжезинка, командир лагерной зондеркоманды по уничтожению еврейских з/к в газовых камерах, затем комендант различных суб-лагерей Освенцима. В 1944 году в ходе «венгерской операции» назначен шефом крематориев 2 и 3 Освенцима-Бжезинка. Отличался крайне садистским поведением в ходе массового уничтожения венгерских евреев. В ходе эвакуации суб-лагеря Глейвиц уничтожил бОльшую часть з/к. После ликвидации Освенцима переведен в штат лагеря Дахау.  Приговорён к смертной казни военным судом Армии США 13 декабря 1945 года по делу М. Вейсса и др. по обвинению в соучастии убийств з/к суб-лагерей Дахау. Повешен 28 мая 1946 г. в Ландсбергской тюрьме.
- Александр Пиорковский. Оберштурмбаннфюрер СС, комендант концлагеря Дахау (1940  — 1942). Приговорён к смертной казни военным судом Армии США 17 января 1947 года за преступления против человечности. Приговор приведён в исполнение 22 октября 1948 года в Ландсбергской тюрьме.
- Герман Пистер. Оберфюрер СС, комендант концлагеря Бухенвальд (1942-1945). Как подсудимый №1 приговорён к смертной казни военным судом Армии США 14  августа 1947 года по делу администрации и персонала лагеря Бухенвальд, но за 2 месяца до исполнения приговора  28 сентября 1948 года умер от сердечного приступа в Ландсбергской тюрьме.
- Эмиль Плейсснер. Гауптшарфюрер СС, начальник карцера, затем шеф крематория лагеря Бухенвальд (1.1942 —1.1943). Ответственнен за смерть многих з/к Бухенвальда в ходе исполнения им своих служебных обязанностей.  Осужден к смертной казни военным судом Армии США по делу Г. Пистера и др. 14 августа 1947 года. Повешен 26 ноября 1948 года в Ландсбергской тюрьме.
- Михаэль Редвитц. Гауптштурмфюрер СС,  руководящий сотрудник администрации к/ц лагерей Маутхаузен-Гузен и Равенсбрюк, 1-й шутцхафтлагерфюрер лагеря Дахау (11.1942—3.1944). Несет ответственность за гибель и истязания многих з/к Дахау в период пребывания в лагере. Приговорён к смертной казни военным судом Армии США 13 декабря 1945 года по делу М. Вейсса и др. Приговор приведён в исполнение 29 мая 1946 года в Ландсбергской тюрьме.
- Йозеф Реммеле. Гауптшарфюрер СС, кадровый сотрудник лагеря Дахау. Начальник отдела труда з/к (1937–1941), затем раппортфюрер Дахау(1941–1943); в 1943–1944 годах комендант суб-лагеря Освенцима 2 Эйнтрахтхютте. Приговорён к смертной казни военным судом Армии США 15 сентября 1947 года за бесчеловечное отношение к з/к Дахау, что приводило к смертям многих из них, участие в казнях и экзекуциях в лагере. Повешен 3 декабря 1948 года в Ландсбергской тюрьме.
- Фридрих Рупперт. Оберштурмбаннфюрер СС, кадровый сотрудник лагеря Дахау; в 1942–1943 годах начальник административного отдела лагеря уничтожения Майданек; 1-й шутцхафтлагерфюрер Дахау (8.1944–4.1945), затем 3-й шутцхафтлагерфюрер. Руководитель «марша смерти» з/к Дахау через Пазинг, Бад-Тельц на Тегензее в апреле 1945 года. Как подсудимый №2 осужден к смертной казни военным судом Армии США 13 декабря 1945 года по делу М. Вейсса и др. Приговор приведён в исполнение 28 мая 1946 года в Ландсбергской тюрьме.
- Отто Фёршнер. Штурмбаннфюрер СС, комендант лагеря Дора-Миттельбау (1943–1945) и начальник вспомогательной сети суб-лагерей Дахау Кауферинг (февраль — апрель 1945). Приговорён к смертной казни  военным судом Армии США  13 декабря 1945 года за преступления против человечности, совершёнными в период управления лагерями Кауферинг. Приговор приведён в исполнение 28 мая 1946 года в Ландсбергской тюрьме.
- Виктор Цоллер. Гауптштурмфюрер СС, кадровый служащий соединений СС «Тотенкопф», адъютант комендатуры лагеря Маутхаузен (9.1941–5.1942),  адъютант комендатуры Освенцима (11.1943–5.1944), с 7.1944 года вновь служащий лагеря Маутхаузен. Приговорён к смертной казни военным судом Армии США по делу Й. Альтфульдиша и др. 13 мая 1946 года.  Повешен в Ландсбергской тюрьме 28 мая 1947 года.
- Винценц Шёттль. Оберштурмфюрер СС, кадровый сотрудник лагеря Дахау; шутцхафтлагерфюрер Освенцим 3-Моновитц (12.1943–1.1945); в феврале-апреле 1945 года заместитель коменданта комплекса суб-лагерей Дахау Кауферинг. Приговорён к смертной казни военным судом Армии США 13 декабря 1945 года по делу М. Вейсса и др. Приговор приведён в исполнение 28 мая 1946 года в Ландсбергской тюрьме.
- Клаус Шиллинг. Гражданский медик, профессор, всемирно известный специалист в области тропической медицины, с 1942 по 1945 год работал в медицинской лаборатории (опытной станции)  лагеря Дахау. Приговорён к смертной казни за участие в преступных медицинских экспериментах, проводившихся над заключёнными Дахау, что привело к смертям многих из них. Повешен 28 мая 1948 года в Ландсбергской тюрьме.
- Ганс Шмидт. Гауптштурмфюрер СС, служащий к/ц лагеря Хинцерт, с 11.1941 года вплоть до капитуляции Германии адъютант караульного батальона СС лагеря Бухенвальд, затем адъютант коменданта Бухенвальда. По должности принимал участие во всех экзекуциях и казнях з/к лагеря (участник тайного убийства Э. Тельмана и Р. Брейтшейдта в августе 1944 года). Осужден к смертной казни военным судом Армии США по делу Г. Пистера и др. 14 августа 1947 года по обвинению в преступлениях против человечности. Повешен 7 июня 1951 года в Ландсбергской тюрьме.
- Макс Шоберт. Штурмбаннфюрер СС, кадровый служащий соединений СС «Тотенкопф», шутцхафтлагерфюре по делам превентивно заключенных лагеря Бухенвальд (1.1940–4.1945), командир «команды 99» (уничтожение советских военнопленных в лагере). Лично виновен в казни более 300 з/к.  Осужден к смертной казни военным судом Армии США по делу Г. Пистера и др. 14 августа 1947 года. Повешен 19 ноября 1948 года в Ландсбергской тюрьме.
- Август Айгрубер. Гауляйтер, затем рейхсштатгальтер и имперский комиссар обороны  Верхнего Дуная, обергруппенфюрер СА, обергруппенфюрер СС. Приговорён к смертной казни 11 мая 1946 года за роль в строительстве и администрировании концлагеря Маутхаузен. Приговор приведён в исполнение 28 мая 1947 года в Ландсбергской тюрьме.
- Фридрих Энтресс. Гауптштурмфюрер СС, доктор медицины. Врач трудовых к/ц лагерей Заксенхаузен и Гросс-Розен (1940–1941); лагерный врач Освенцим 3-Моновитц (12.1941–12.1943), затем лагерный врач Маутхаузена (12.1943–6.1944). Осужден к смертной казни военным судом Армии США 13 мая 1946 года по делу Й. Альтфульдиша и др. за проведение ряда преступных медицинских экспериментов над з/к лагерей, убийство недееспособных и душевнобольных з/к с помощью смертельных инъекций. Повешен 28 мая 1947 года в Ландсбергской тюрьме.

## Оправдательные приговоры
- Георг Рихи[англ.]. Директор расположенного рядом с лагерем Дора-Миттельбау завода Миттельверк, на котором производилась сборка ракет и турбореактивных двигателей. Арестован американскими военными в мае 1945 года, вывезен на базу ВВС в Дейтоне в рамках операции «Скрепка». В августе 1947 года Рихи был обвинён в причастности к военным преступлениям в концлагере Дора-Миттельбау, труд заключённых которого применялся на заводе, сотрудничестве с СС и Гестапо. Оправдан за недостатком улик 30 декабря 1947 года.
- Генрих Шмидт. Гауптштурмфюрер СС, офицер медицинской службы в лагерях Дахау и Дора-Миттельбау. В августе 1947 года обвинён властями США в совершении военных преступлений во время службы во вспомогательном лагере Нордхаузен (март–апрель 1945 года). 30 декабря 1947 года был оправдан за недостатком улик. В 1975 году окружной суд Дюссельдорфа предъявил Шмидту обвинение в совершении преступлений против человечности во время службы в лагере Майданек (1942-1943), но 20 марта 1979 года Шмидт вновь был оправдан.
- Отто Скорцени. Оберштурбманнфюрер СС, известный по нескольким успешным диверсионным операциям. В августе 1947 года ему было предъявлено обвинение в умышленном нарушении Гаагской конвенции 1907 года — в ходе операции «Гриф», которой руководил Скорцени, для прорыва линии фронта использовались переодетые в британскую и американскую военную форму диверсанты, перемещавшиеся на трофейной технике. Оправдан 9 сентября 1947 года.